# Horst Klaus
Horst Klaus (* 13. Mai 1930 in Bertelsdorf im Kreis Lauban, Provinz Niederschlesien; † 12. September 2023 in Nürnberg) war ein deutscher Gewerkschafter und von 1983 bis 1992 im Vorstand der Gewerkschaft IG Metall.

## Werdegang
Horst Klaus wurde 1930 in eine sozialdemokratische Familie geboren. Seine Eltern waren in den sozialdemokratischen Milieustrukturen Laubans aktiv. Seine Mutter engagierte sich im Textilarbeiterverband.
Klaus begann 1944 eine Mechanikerlehre, die er infolge des Krieges nicht beenden konnte. Nach der Flucht vor der heranrückenden Roten Armee wurde Klaus in Nürnberg sesshaft. Hier ließ er sich zum Maschinenschlosser ausbilden. Er wurde Mitglied der IG Metall und engagierte sich in den Gruppen der Gewerkschaftsjugend. Als Mitglied der SPD ab 1949 erlebte er intensiv die Auseinandersetzungen zwischen Kommunisten und Sozialdemokraten in den Betrieben.
Seit der Debatte um die Wiederbewaffnung in den 1950er Jahren ist Horst Klaus, selbst „weißer Jahrgang“, in der Friedensbewegung aktiv. Er organisierte die Beratung für Kriegsdienstverweigerer zunächst im Nürnberger Gewerkschaftshaus zusammen mit der IdK. 1960 nahm er als Mitglied einer Delegation der Gewerkschaftsjugend am Ostermarsch in England (Aldermaston-London) teil. Im Folgejahr 1961 organisierte er den ersten Ostermarsch in Nürnberg, gefolgt von vielen weiteren (s. Youtube: Ostermarschrede von Horst Klaus 2011).
1956 wurde Klaus Jugendsekretär der Verwaltungsstelle Nürnberg der IG Metall und 1964 Sekretär für Bildungs- und Organisationsfragen. 1968 holte Georg Benz ihn als Sachbearbeiter zum Vorstand der IG Metall nach Frankfurt in die Abteilung Jugend, deren Leitung er übernahm. Dieses Amt gab er Ende 1973 auf, als er zum Ersten Bevollmächtigten der Verwaltungsstelle Nürnberg gewählt wurde.
Als so genannter Ehrenamtlicher wurde er Mitglied des Vorstands der IG Metall. 1983 kandidierte er für einen Posten als geschäftsführendes Vorstandsmitglied. Er folgte dabei seinem Freund Georg Benz nach, der nach über 30 Jahren aus dem Vorstand ausschied. Klaus wurde zur Linken gerechnet, erhielt jedoch flügelübergreifend Anerkennung, was an seinen guten Wahlergebnissen für den Vorstand abzulesen ist.
Klaus übernahm von Benz auch die Zuständigkeiten für die Jugend- und Betriebsrätearbeit. 1986 gab er die Jugendarbeit ab, dafür erhielt er die Vertrauensleutearbeit.
1990 wurde er als Vertreter der IG Metall Mitglied des Aufsichtsrats der Treuhandanstalt. 1992 schied Klaus aus dem Vorstand aus. Er lebte zuletzt wieder in Nürnberg und engagierte sich dort in Freundeskreisen von Gewerkschaftern der ersten Stunde.
Er starb am 12. September 2023 im Alter von 93 Jahren.

## Veröffentlichungen
- Wir leben in der Vorkriegszeit. In: Vier Minuten vor Mitternacht. Stellungnahmen zum Rüstungswahn. (Hrsg.: Karl-Klaus Rabe) Lamuv Verlag, Bornheim 1981, ISBN 3-921521-32-7, S. 49 ff.
- "Links, wo das Herz schlägt" – Erinnerungen an Schorsch Benz, Zeitschrift Sozialismus 2/2007, S. 36–39.
- mit Paul Ruppert: Frieden  Arbeit  Menschenwürde – Leben für die Zukunft – Spurensicherung: die IG Metall Nürnberg zwischen 1945 und 1983. Geschichte erlebt und erzählt von Horst Klaus und Paul Ruppert, VSA:Verlag, Hamburg 2010, ISBN 978-3-89965-417-2.